# Ролович, Владимир
Владимир Ролович (серб. Владимир Роловић; 21 мая 1916, Брчели — 15 апреля 1971, Стокгольм) — югославский черногорский военачальник и дипломат, посол Югославии в Норвегии, Японии и Швеции, Народный герой Югославии.

## Биография

### Довоенные годы
Родился 21 мая 1916 в деревне Брчели в бедной крестьянской семье. Окончил там начальную школу, позднее обучался в Баре, Пече и Цетине. Окончив с трудом гимназию, поступил на юридический факультет Белградского университета. С детства был активным спортсменом, состоял в спортивном обществе «Ловчен». Член Союза коммунистической молодёжи Югославии с 1935 года, член партии с 1936 года.
До войны Владо Ролович работал в Белградском горкоме и Сербском покраинском комитете в техническом отделе, а позднее работал в Черногории главой местного отделения Союза коммунистической молодёжи и секретарём райкома в Баре. С 1940 года член Черногорского покраинского комитета. Дважды арестовывался в 1935 и 1938 годах за антигосударственную деятельность.

### В Народно-освободительной войне
На фронте Ролович был с 1941 года, участвовал в антиитальянском восстании 13 июля в Черногорском Приморье. Со своей боевой группой разгромил силы карабинеров на территории от Бара до Будвы. В декабре 1941 года в составе Ловченского батальона участвовал в неудачном штурме Плевли. Служил в 1-й пролетарской ударной бригаде, 1-й роте 1-го черногорского батальона политруком. Участвовал в боях за следующие пункты: Округлица, Жепа, Игман, Улог, Жупа, Калиновик, Синяевина. Отличился в боях за Коньиц, Ливно и Неретву.
Руководил политотделом 1-й Далматинской и 15-й Маевицкой бригады и 17-й Восточно-боснийской дивизии, а также был политруком в 38-й Восточно-боснийской дивизии. Дослужился до звания генерал-майора.

### Послевоенная деятельность: спецслужбы и министерство иностранных дел
После войны в 1945 году Ролович возглавил Отдел национальной безопасности Югославии, занимавшийся уничтожением несдавшихся формирований четников и усташей. 
Ролович запятнал себя преступлениями против хорватского и черногорского народов. В июне 1945 года в городе Аранджеловце был убит митрополит Черногорско-Приморский Иоанникия. По заявлениям югославских органов госбезопасности, он сотрудничал с итальянскими и немецкими оккупантами. Расправой над митрополитом руководили полковник УДБА Владимир Ролович и генерал Пеко Дапчевич.
Состоял в правительстве Народной Республики Черногории, Белградском горкоме СКЮ, ЦК Союза коммунистов Черногории и был депутатом Скупщины Черногории. В Министерстве иностранных дел Югославии Ролович был заместителем министра, а позднее занимал должности послов в Норвегии, Японии и Швеции.

### Убийство
В 1960-е — 1970-е годы головной болью Югославии в международных отношениях были боевики Хорватского национального сопротивления. В конце 1960-х годов группа хорватских террористов из Швеции была заброшена в Югославию с целью совершения ряда терактов и дестабилизации обстановки в стране, однако её быстро раскрыли и бросили всех её членов в тюрьму. Ролович в 1970 году в должности заместителя министра иностранных дел Югославии совершил визит в Швецию и, предоставив служебную записку со списком террористов, потребовал объяснения от правительства Швеции.
В Швеции не только проигнорировали протесты Югославии, но и даже сообщили хорватским боевикам, получившим политическое убежище, все данные о Роловиче. Хорваты стали готовить покушение. 7 апреля 1971 в Стокгольме двое боевиков Миро Барешич и Анджелко Брайович ворвались в посольство Югославии, избили Роловича и выстрелили ему в голову. Тот был госпитализирован и спустя чуть больше недели, 15 апреля 1971 умер от ран. Как утверждал Барешич, убийство Роловича не входило в планы усташей: его хотели обменять на девятерых хорватских узников.
Убийцы были осуждены по шведским законам.

### Память
Ролович был награждён рядом орденов и медалей Югославии. Спустя два дня после покушения умирающему Роловичу Иосип Броз Тито лично присвоил звание Народного героя Югославии (указ от 9 апреля 1971 года).
Имя Роловича носит одна из улиц города Бар. В память о гибели Роловича был снят документальный фильм «Посол убит в Стокгольме».